# Le Foyer qui s'éteint
Pour plus de détails, voir Fiche technique et Distribution.

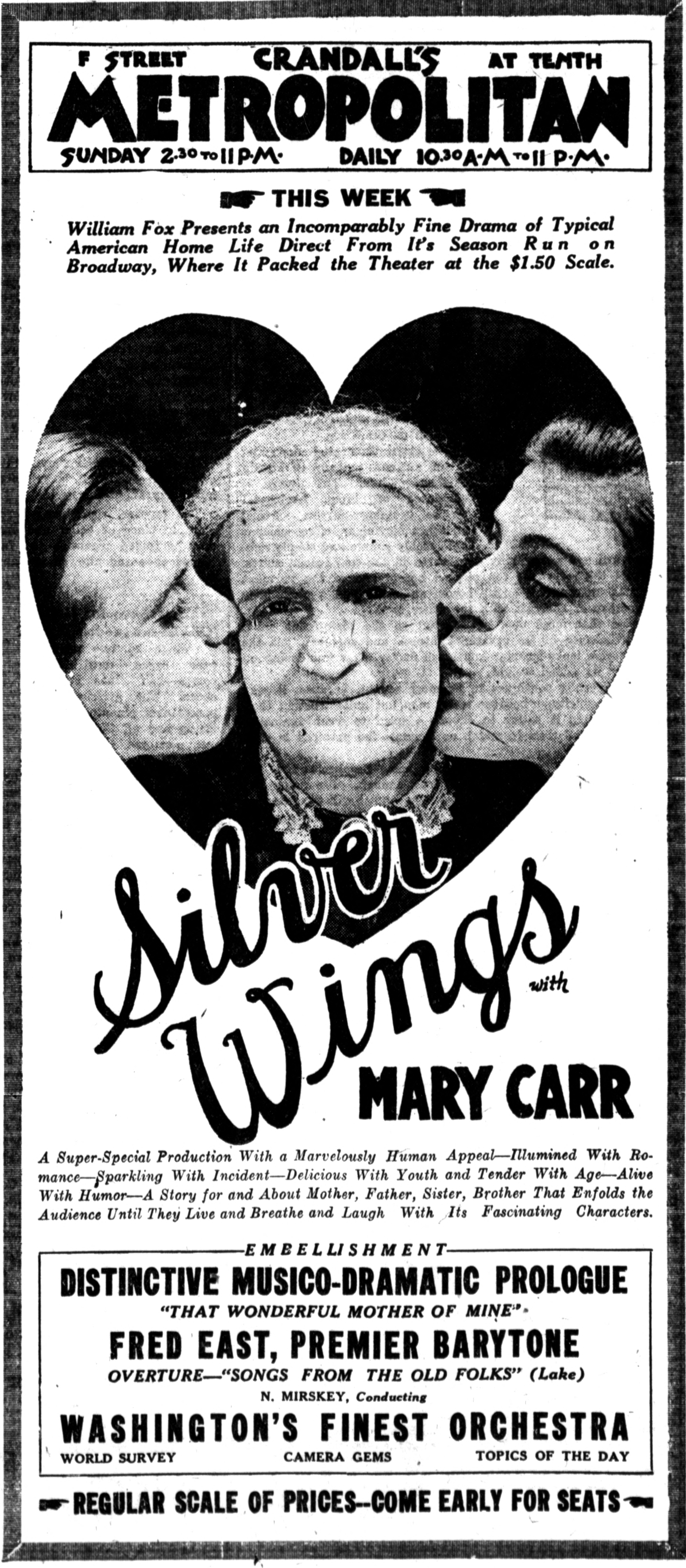
Percy Helton, Mary Carr et Joseph Striker

Le Foyer qui s'éteint (titre original : Silver Wings) est un film muet américain de John Ford et Edwin Carewe, sorti en 1922.

## Fiche technique
- Titre : Le Foyer qui s'éteint[1]
- Titre original : Silver Wings
- Réalisation : John Ford pour le prologue, Edwin Carewe pour la pièce
- Scénario : Paul Sloane
- Photographie : Robert Kurrle, Joseph Ruttenberg
- Production : William Fox
- Société de production : Fox Film Corporation
- Société de distribution : Fox Film Corporation
- Pays de production :  États-Unis
- Langue originale : anglais américain
- Format : noir et blanc — 35 mm — 1,33:1 — Muet
- Genre : drame
- Durée : 90 minutes (9 bobines)
- Date de sortie :
  - États-Unis : 22 mai 1922 (première à New York)
- Licence : domaine public

## Distribution
Prologue
- Mary Carr : Anna Webb
- Lynn Hammond : John Webb, le mari d'Anna
- Knox Kincaid : John, fils de John et Anna
- Joseph Monahan : Harry, fils de John et Anna
- Maybeth Carr : Ruth, fille de John et Anna
- Claude Brooke : Oncle Andrews
- Robert Hazelton : le pasteur
- Florence Short : la veuve Martin
- May Kaiser : l'enfant de la veuve

Pièce
- Mary Carr : Anna Webb
- Claude Brooke : Oncle Andrews
- Percy Helton : John, fils de John et Anna
- Joseph Striker : Harry, fils de John et Anna
- Jane Thomas : Ruth, fille de John et Anna
- Roy Gordon : George Mills
- Florence Haas : Anna enfant
- L. Roger Lytton : le président de la banque
- Ernest Hilliard : Jerry Gibbs

## Statut du film
- Ce film est considéré comme perdu, selon Silent Era.